# L'Héritage de Molly Southbourne
L'Héritage de Molly Southbourne (titre original : The Legacy of Molly Southbourne) est un roman court fantastique et d'horreur de Tade Thompson paru en 2022 puis traduit en français et publié aux éditions Le Bélial' en 2022.
Ce roman court est le troisième de la série Molly Southbourne.

## Résumé
Molly Southbourne vit à Exeter en compagnie de trois doubles, ses mollys, nommées Molina, Moya et Mollyann. Vitali Ignatiy Nikitovich, qui a dirigé les recherches ayant abouti à la capacité de Molly à se dédoubler, cherche à se procurer une nouvelle molly afin d'entamer le repeuplement de certaines zones britanniques à la suite d'une baisse drastique de la natalité. Il contacte Tamara Koleosho, issue elle-aussi des mêmes recherches et ayant également la capacité à se dédoubler, afin de lui demander de lui fournir une molly. Tamara accepte et, en compagnie de ses doubles, entame des recherches puis des filatures. Elle se rend finalement à Exeter dans la demeure de Molly afin de lui demander que cette dernière lui fournisse un de ses doubles.
Mykhaila Southbourne est la mère de Molly. Quand un double de sa fille a tué son mari Connor, elle a mis en scène sa propre mort et a commencé une nouvelle vie dans la clandestinité. À la suite du décès de sa fille, elle a décidé de tuer toutes les mollys ayant été créées. Elle se rend à Exeter dans le but d'exterminer les derniers doubles de sa fille. Molly et Tamara parviennent à la tuer mais Molina décède durant le combat.
Les nouveaux doubles de Molly présentent des signes de sénescence, montrant ainsi que les cellules de la Molly originelle ont atteint la limite de Hayflick. Tamara devient alors le nouveau choix de Vitali Ignatiy Nikitovich pour repeupler le monde.